# Pierre Mamie
Pierre Mamie (* 4. März 1920 in La Chaux-de-Fonds, Schweiz; † 14. März 2008 in Villars-sur-Glâne, Schweiz) war römisch-katholischer Bischof von Lausanne, Genf und Freiburg.

## Leben
Pierre Mamie stammte aus einer Uhrmacherfamilie. Nach seiner Matura am Kollegium St. Michael in Freiburg trat er 1941 in das Priesterseminar Freiburg ein. Dort empfing er am 7. Juli 1946 die Priesterweihe. Er war zunächst als Vikar in Lausanne tätig. Von 1955 bis 1960 studierte er Theologie an der Päpstlichen Universität Heiliger Thomas von Aquin (Angelicum) in Rom, 1958 wurde er am Pontificio Istituto Biblico zum Doktor der Theologie promoviert und erwarb zudem ein Lizenziat in Bibelwissenschaften. Von 1960 bis 1968 war er Regens des Freiburger Priesterseminars. Zudem war er Professor für Exegese am Priesterseminar (1960–1968) und Professor für Exegese des Alten Testaments an der Universität Freiburg (1966–1968).
Am 15. Juli 1968 wurde er von Papst Paul VI. zum Titularbischof von Otriculum ernannt und zum Weihbischof im Bistum Lausanne, Genf und Freiburg bestellt. Die Bischofsweihe spendete ihm am 6. Oktober 1968 Charles Kardinal Journet; Mitkonsekratoren waren der Bischof von Lausanne, Genf und Freiburg, François Charrière, und der Bischof von Chur, Johannes Vonderach. Im Sommer 1970 soll er den damaligen Bischof Charrière vergebens von der Anerkennung der Priesterbruderschaft St. Pius X. unter Erzbischof Marcel Lefebvre abgeraten haben. 1970 wurde er zum Bischof des Bistums Lausanne, Genf und Freiburg ernannt.
Bischof Mamie war von 1977 bis 1979 und 1992 bis 1994 Vorsitzender der Schweizer Bischofskonferenz (SBK). Während seiner Amtszeit musste er sich 1994 mit dem aus dem Kulturkampf des 19. Jahrhunderts stammenden so genannten «Bistumsartikel» (Art. 72 Abs. 3) in der Schweizer Bundesverfassung befassen, der dem Staat die Genehmigung der Bistumsgrenzen zuwies; dieser Artikel wurde 2001 in einer Volksabstimmung abgeschafft.
Mamie war Mitglied des Päpstlichen Rats zur Förderung der Einheit der Christen (1973–2000) und Mitglied der Kongregation für den Klerus (1979–1982). 1976 wurde er in den Ritterorden vom Heiligen Grab zu Jerusalem investiert.
1995 wurde seinem Rücktrittsgesuch von Johannes Paul II. stattgegeben; ebenfalls 1995 wurde er zum Ehrenbürger von Freiburg ernannt.
Mamie pflegte zeitlebens zahlreiche Freundschaften mit Künstlern und Autoren, insbesondere mit Jean Tinguely und Frédéric Dard. Zusammen mit Frédéric Dard war er Verfasser des Werkes «D’homme à homme». Nach seinem Rücktritt 1995 widmete er sich besonders der Herausgabe der Werke von Charles Journet.
Er starb im Foyer Jean-Paul II in Villars-sur-Glâne und wurde am 18. März 2008 in der Freiburger Kathedrale Sankt Nikolaus bestattet.